# Vacanze alternative
Vacanze alternative è un album in studio di Gianni Drudi, pubblicato nel 2010.

## Tracce
1. Vacanze alternative
2. Chulada
3. Vengo anch'io
4. Torno a vivere da solo
5. Dillo e fallo
6. Fiky Fiky rmx
7. Ci piacciono le femmine
8. E la vita, la vita
9. Muovi l'anca
10. Rana pazza
11. Azzurro medley  (Estate con te-Stessa spiaggia stesso mare-Tintarella di luna-Sapore di sale-Abbronzatissima-Vamos a la playa-Pinne fucile ed occhiali-L'estate sta finendo-L'estate che va)
12. Le colline dei tuareg
13. Vola nel mio cielo
14. La mia amica